# José Pellicena
José Pellicena (n. 17 de marzo de 1977) es un exjugador y entrenador de rugby de nacionalidad argentina. Anteriormente entrenó al seleccionado argentino M20 (Los Pumitas). 
En su etapa de jugador no solo jugó en equipos locales sino que también disputó los torneos, Super 10, European Challenge Cup y la Heineken Cup, entre las temporadas 2004/2005 hasta la 2009/2010 en el equipo italiano de Crociati RFC.
Fue el entrenador principal de los Miami Sharks de la Major League Rugby desde su creación en 2023 hasta su desaparición en 2025. 